# Кубашев, Ибат Кубашевич
Ибат Кубашевич Кубашев (1918, 40 лет Казахской ССР, Пахтааральский район — 1988, Казахстан) — советский хозяйственный, государственный и политический деятель.

## Биография
Родился в 1920 году в селе 40 лет Казахской ССР. Член КПСС.
Участник Великой Отечественной войны и советско-японской войны, кавалер десяти боевых наград (5 орденов и 5 боевых медалей).
С 1946 года — на хозяйственной, общественной и политической работе.
С 1946 года — чабан, старший чабан колхоза имени 40-летия Казахской ССР Каменского (ныне — Таскалинского) района Западно-Казахстанской области Казахской ССР.
За увеличение производства высококачественной продукции животноводства на сонове применения прогрессивной технологии в составе коллектива был удостоен Государственной премии СССР за выдающиеся достижения в труде 1979 года.
Жил в Казахстане[где?]. Скончался в 1988 году.